# Осока чорна
{{#ifeq:0|0|{{#if:|{{#if:Carexnigra|[[]}}|}}}}
Осо́ка чо́рна, або звича́йна (Carex nigra) — багаторічна рослина родини осокових. Вид описаний з Європи. Кречетович В. І. у «Флоре СССР» цей вид описав як осока гостра (Carex acuta).

## Опис
| |
| Ботанічна ілюстрація Якоба Штурма з книги «Deutschlands Flora in Abbildungen», 1796 2 — Carex goodenowii(Syn. Carex nigra subsp. nigra) |

Сіро-зелена трав'яниста рослина з довгими тонкими повзучими кореневищами з жовтувато-бурими волосками, що утворює пухкі або можливо щільні дерновини або купини. Стебла прямі або зігнуті, догори шорсткі, 10 — 50 см заввишки, оточені біля основи бурими, червонувато- або жовтувато-бурими, коричневими або чорно-пурпуровими піхвами листя.
Листки плоскі, довгі, лінійні, інколи з краями загорнутими назад, (1) 2 — 3 (7) мм шириною, коротші за стебла або дорівнюють їм.
Суцвіття — розставлені колоски до 6 (11) см завдовжки. Верхні колоски тичинкові, в числі 1-2, темно-коричневі або пурпурово-чорні, видовжені або булавоподібні, до 2,5 (3) см завдовжки, з оберненими яйцеподібними бурими лусками, верхній може бути на ніжці 0,5-0,7 (1) см завдовжки; інші (1) 2-3 (5) — маточкові, або, нерідко, Андрогенні (на верхівці з тичинковими квітками), зазвичай багатоквіткові, рихлі або можуть бути густими, прямі, вузько-циліндричні або довгасто-ланцетні, на коротких ніжках, нижній — може бути відставленим та іноді на ніжці 0,5-1,5 (2) см завдовжки, яйцеподібні або довгасті, (0,6) 1 — 2 см довжиною. Покривні луски маточкових колосків довгасто-яйцеподібні, тупі або гоструваті, чорно-, пупурово- або темно-бурі, суцільно темні або зі світлою смугою посередині, з однією жилкою, вже і коротше мішечків (іноді більш, ніж у два рази, від чого колоски здаються зеленими), можливо рівні їм. Мішечки плоско-або двояко-опуклі, що не роздуті (плід майже повністю заповнює мішечок), еліптичні, яйцеподібні або довгасто-яйцеподібні, (2) 2,5-3 мм довжиною, тонкошкірі, з сосочками, з 5 — 8 тонкими жилками, добре вираженими спереду і менш ясними ззаду, зелені або жовтувато-бурі, пізніше іржаві і бурі або чорно-бурі, з короткою, але добре помітною ніжкою (менше 0,3 мм довжиною), з коротким цільним, рідко слабко виїмчастим носиком; носик не потовщений, не відрізняється за забарвленням від решти частини мішечка. Нижній покривний лист без піхви, лінійний, рідше щетиноподібний, перевищує суцвіття, може дорівнювати йому.
Плодоносить в травні—серпні.
Число хромосом 2n=84.
Досить поліморфний вид. Варіює головним чином за загальною габітусом, довжиною та шириною листових пластинок, забарвленням піхв нижніх листів, розмірами колосків та ступенем їх розставлення, формою, розмірами та забарвленням покривних лусок та мішечків. Велика мінливість ознак Carex nigra послужила підставою для опису численних різновидів та форм, а також декількох видів.

## Поширення
Ареал охоплює Європу, в тому числі арктична Скандинавія; Арктична частина Росії: Мурман (західна частина); Західний Сибір: до 66 ° 15 ' північної широти в низов'ях Обі; Східний Сибір: басейн Єнісею (рідко), Ленськ-Колимский район (переважно на захід від Лени та Алдана), Ангаро-Саянський район, Даурія; Середня Азія: гори Кент; Західна Азія: Північно-Західна Туреччина; Центральна Азія: Північна Монголія; Південна Азія: Бутан; Північна Америка: крайня східна частина на північ від 42 ° північної широти, Південна Гренландія; Північна Африка.

## Екологія
Росте на сирих та болотистих луках, трав'яно-осокових та мохово-осокових болотах, по окрайцях сфагнових боліт, в заростях чагарників, розріджених болотистих лісах, по берегах водойм, околицях канав, на альпійських та субальпійських луках;, крім південних районів, де вкрай рідкісна; часто утворює великі зарості; в горах зазвичай до середнього поясу.

## Підвиди
У складі виду:
- Carex nigra subsp. alpina  (Gaudin) Lemke — Центральна та Південно-Західна Європа, Північно-Західна Туреччина;
- Carex nigra subsp. dacica  (Heuff.) Soy — осока дакійська; Карпати, Східні Альпи, Татри, Гарц, Судети;
- Carex nigra subsp. drukyulensis Noltie — Бутан;
- Carex nigra subsp. intricata  (Tineo) Rivas Mart. — Іспанія (Андалузькі гори), Марокко (Атлас), Корсика, Сицилія;
- Carex nigra subsp. juncella  (Fr.) Lemke — осока ситникова, або вілюйська; Європа, Сибір, Середня та Центральна Азія;
- Carex nigra subsp. nigra — Європа, Сибір, Північна Америка, Північна Африка.